# Sinfoglesia
Sinfoglesia ist ein Musikprojekt des deutschen Komponisten und Musikproduzenten Christoph Siemons.

## Hintergrund
Siemons, der bei der Symphonic-Metal-Band Krypteria aktiv ist sowie diverse Schlagersongs komponiert hatte, gründete das Musikprojekt Sinfoglesia, nachdem er eine schwere Herzerkrankung überstanden hatte. Er wurde 2013 am Herzen operiert und beschloss, eine Messe zu verfassen. Sechs Jahre arbeitete Siemons mit rund 100 Musikern in Aufnahmepausen in seinem Studio zusammen. Die einzelnen Aufnahmen setzte er dann zusammen. So entstand ein bisher noch unveröffentlichtes Album, das 2020 über den neu gegründeten digitalen Verlag Burda Forward, ein Unterlabel von Hubert Burda Media, erscheinen soll.
Während der COVID-19-Pandemie in Deutschland veröffentlichte das Projekt seine erste Single Victoriam, das lediglich aus den drei lateinischen Textzeilen „Victoriam misericordia/Victoriam vitae/Omnia speramus“ („Den Sieg durch Barmherzigkeit, den Sieg des Lebens, das alles erhoffen wir uns.“) besteht. Der Track wird von einem klassischen Orchester und Chor vorgetragen, die Videoaufnahmen bestehen aus Video-Einspielern der beteiligten Musiker in ihren Wohnungen (im Rahmen der behördlich angeordneten Räumlichen Distanzierung).
Das Lied war Bestandteil der Aktion #CoronaCare: Deutschland hilft sich von Focus Online und Burda Forward. Mit den Verkäufen des Songs sollen die Tafeln in Deutschland unterstützt werden. Der Song erschien über alle gängigen Musikplattformen. Bereits am Tag der Veröffentlichung erreichte der Song Platz 1 der iTunes-Popcharts. In den deutschen Charts erreichte die Single Platz 51.

## Diskografie
- 2020: Victoriam (Single, Burda Forward)
- 2020: Das Versprechen (Studioalbum)